# Diocesi di Kasana-Luweero
La diocesi di Kasana-Luweero (in latino Dioecesis Kasana-Luveerina) è una sede della Chiesa cattolica in Uganda suffraganea dell'arcidiocesi di Kampala. Nel 2023 contava 304.017 battezzati su 929.497 abitanti. È retta dal vescovo Lawrence Mukasa.

## Territorio
La diocesi comprende i distretti di Luweero, Nakaseke e Nakasongola nella regione Centrale dell'Uganda.
Sede vescovile è la città di Luweero, dove si trova la cattedrale di Nostra Signora della Pace.
Il territorio si estende su 8.539 km² ed è suddiviso in 20 parrocchie.

## Storia
La diocesi è stata eretta il 30 novembre 1996 con la bolla Cum ad aeternam di papa Giovanni Paolo II, ricavandone il territorio dall'arcidiocesi di Kampala.

## Cronotassi dei vescovi
Si omettono i periodi di sede vacante non superiori ai 2 anni o non storicamente accertati.
- Cyprian Kizito Lwanga † (30 novembre 1996 - 19 agosto 2006 nominato arcivescovo di Kampala)
- Paul Ssemogerere (4 giugno 2008 - 9 dicembre 2021 nominato arcivescovo di Kampala)
- Lawrence Mukasa, dal 29 aprile 2023

## Statistiche
La diocesi nel 2023 su una popolazione di 929.497 persone contava 304.017 battezzati, corrispondenti al 32,7% del totale.
| anno | popolazione | popolazione | popolazione | presbiteri | presbiteri | presbiteri | presbiteri                | diaconi | religiosi | religiosi | parrocchie |
| anno | battezzati  | totale      | %           | numero     | secolari   | regolari   | battezzati per presbitero | diaconi | uomini    | donne     | parrocchie |
| ---- | ----------- | ----------- | ----------- | ---------- | ---------- | ---------- | ------------------------- | ------- | --------- | --------- | ---------- |
| 1999 | 173.400     | 510.950     | 33,9        | 29         | 18         | 11         | 5.979                     |         | 14        | 34        | 12         |
| 2000 | 173.600     | 511.800     | 33,9        | 28         | 19         | 9          | 6.200                     |         | 12        | 38        | 13         |
| 2001 | 180.544     | 564.100     | 32,0        | 30         | 19         | 11         | 6.018                     |         | 13        | 40        | 13         |
| 2002 | 187.950     | 586.117     | 32,1        | 32         | 21         | 11         | 5.873                     |         | 19        | 43        | 14         |
| 2003 | 192.949     | 594.908     | 32,4        | 39         | 25         | 14         | 4.947                     |         | 27        | 44        | 14         |
| 2004 | 198.519     | 593.627     | 33,4        | 44         | 27         | 17         | 4.511                     |         | 32        | 55        | 14         |
| 2006 | 205.016     | 641.875     | 31,9        | 48         | 31         | 17         | 4.271                     |         | 29        | 52        | 15         |
| 2007 | 209.792     | 662.000     | 31,7        | 47         | 30         | 17         | 4.463                     | 1       | 31        | 52        | 16         |
| 2013 | 232.502     | 754.112     | 30,8        | 51         | 34         | 17         | 4.558                     |         | 26        | 85        | 17         |
| 2016 | 252.700     | 785.000     | 32,2        | 44         | 29         | 15         | 5.743                     |         | 23        | 86        | 17         |
| 2019 | 268.113     | 825.413     | 32,5        | 70         | 54         | 16         | 3.830                     |         | 32        | 82        | 18         |
| 2021 | 285.362     | 884.262     | 32,3        | 78         | 57         | 21         | 3.658                     |         | 28        | 96        | 20         |
| 2023 | 304.017     | 929.497     | 32,7        | 83         | 60         | 23         | 3.662                     |         | 37        | 97        | 20         |